# Kırıkkale (település)
Kırıkkale egyetemi város Törökországban, Kırıkkale tartomány központja Közép-anatóliai régióban. Ankarától 80 kilométerre keletre található.

## Fekvése
A Kızılırmak folyó mellett, az Ankara–Kayseri-vasútvonal mentén fekszik. A város nevének első fele feltehetően egy 3 kilométerre északra fekvő falu, Kırık nevéből ered, a vár jelentésű Kale pedig a Kırıkkale központjában álló kastélyra utal, innen a mozaikszó. Településsé akkor vált, amikor a 16. században török törzsek érkeztek keletről.
A tartomány 280 834 fős lakosságából 192 705 ember lakik Kırıkkale városában, amely 318,07 négyzetkilométeren fekszik. Az acélgyártás mellett vegyipari termékeket is gyártanak. A Kırıkkale Egyetem a város oktatási központja.

## Éghajlat
Kırıkkale kontinentális éghajlatú, klímája félszáraz, hideg és havas téllel valamint száraz, forró nyárral. Az esők többnyire tavasszal és ősszel esnek. A természetes növényzete sztyepp típusú, bőséggel állítanak elő bort, termelnek még rizst is.

## Fordítás
Ez a szócikk részben vagy egészben  a   Kırıkkale című angol Wikipédia-szócikk fordításán alapul.  Az eredeti cikk szerkesztőit annak laptörténete sorolja fel. Ez a jelzés csupán a megfogalmazás eredetét és a szerzői jogokat jelzi, nem szolgál a cikkben szereplő információk forrásmegjelöléseként.